# Ministère de l'Enseignement supérieur (France)
Le Gouvernement français peut avoir un ministre de l'Enseignement supérieur et de la Recherche (MESR), qui prépare et met en œuvre la politique du Gouvernement relative à l'accès de chacun aux savoirs et au développement de l'enseignement supérieur. Le nom exact est fixé pour chaque nomination.
Ce poste s’est affirmé progressivement depuis les années 1970. Dans certains gouvernements, ce portefeuille est confié à un secrétaire d’État auprès du ministre de l’Éducation nationale.
Depuis le 23 décembre 2024, Philippe Baptiste est ministre chargé de l'Enseignement supérieur et de la Recherche auprès d'Élisabeth Borne, ministre de l’Éducation nationale, de l'Enseignement supérieur et de la Recherche.

## Histoire
Le gouvernement du Front populaire comprenait, en 1936, un sous-secrétaire d'État à la Recherche scientifique auprès du ministre de l'Éducation nationale, mais ce sous-secrétaire d'État disparaît dès juin 1937. Sous le gouvernement de Pierre Mendès France, à partir de 1954, il existe dans certains gouvernements un secrétariat d'État auprès de la présidence du Conseil pour la recherche scientifique et le progrès technique.

### Ministère de la Recherche scientifique (1962 - 1993)
Un ministre de la Recherche scientifique de plein exercice apparaît dans le premier gouvernement Georges Pompidou. Dès lors, la recherche apparaît dans plusieurs gouvernements dans l'intitulé d'un ministère ou d'un ministère délégué, accompagnée des « questions atomiques et spatiales » ou regroupée avec l'industrie ou l'enseignement supérieur.

### Secrétariat d'État aux Universités (1974 - 1993)
Le secrétaire d'État autonome aux Universités apparaît dans le gouvernement Jacques Chirac (1) en 1974 avant de devenir un ministre à part entière en 1978 dans le gouvernement Raymond Barre (3). À partir de 1981, l'enseignement supérieur est de nouveau rattaché à l'Éducation nationale, tout en ayant une certaine autonomie dans le cadre d'un ministre délégué ou d'un secrétaire d'État.

### Ministère de l'Enseignement supérieur et de la Recherche (depuis 1993)
Un ministre de l’Enseignement supérieur de la Recherche est créé pour la première fois en 1993, au sein du gouvernement d’Édouard Balladur. Il est re-créé en 2007 dans les gouvernements de François Fillon et maintenu dans les gouvernements de Jean-Marc Ayrault, de 2012 au 31 mars 2014, puis à nouveau depuis mai 2017.
Entre avril 2014 et mai 2017, dans les gouvernements Manuel Valls et le gouvernement Bernard Cazeneuve, il existe un secrétaire d’État chargé de l'Enseignement supérieur et de la Recherche auprès de la ministre de l'Éducation nationale, de l'Enseignement supérieur et de la Recherche,,.

## Administration

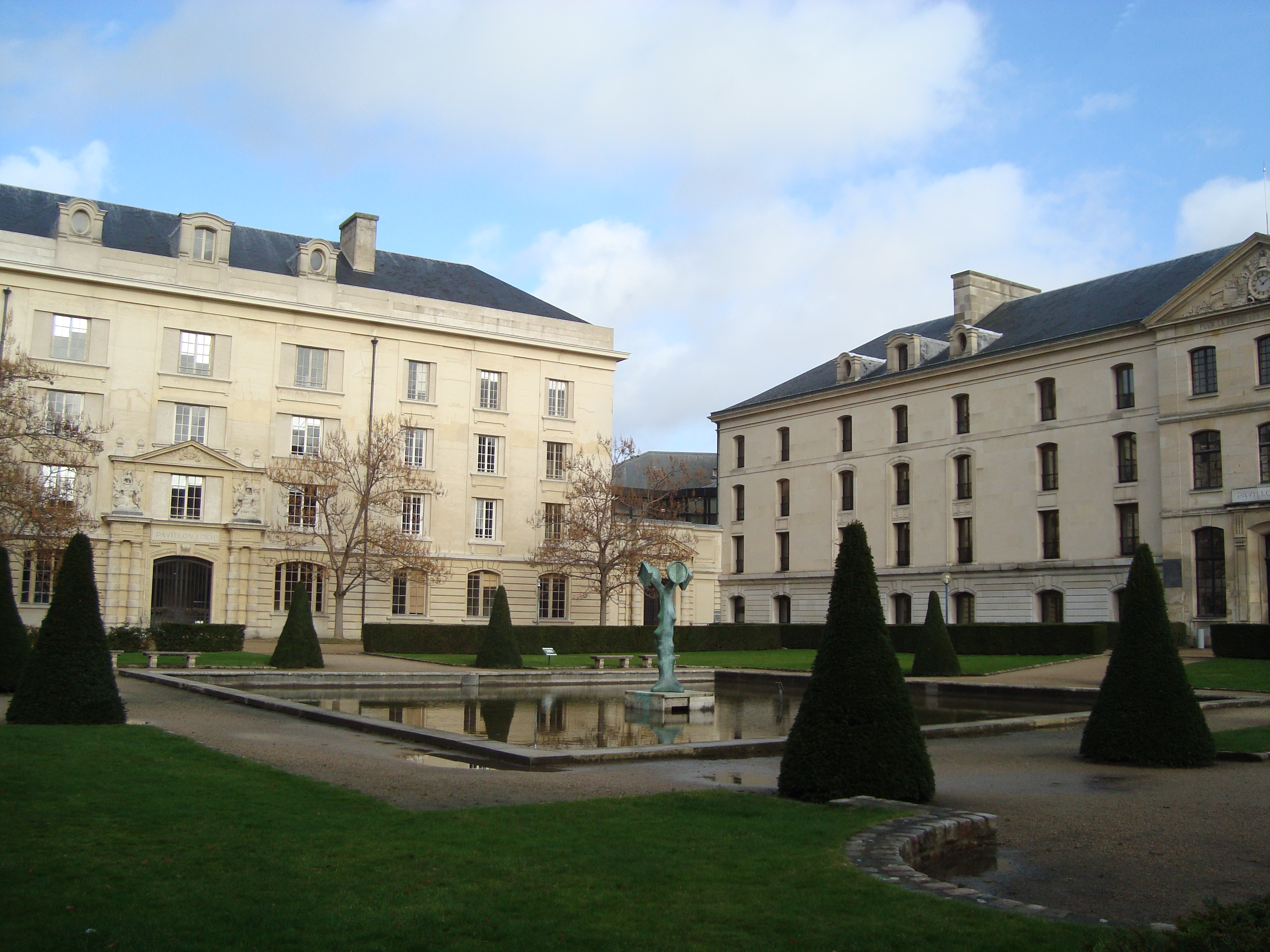
La direction générale de l'Enseignement supérieur et de l'Insertion professionnelle et la direction générale de la Recherche et de l'Innovation sont situés au 1 rue Descartes à Paris, dans les anciens locaux de l’École polytechnique.

Le ministre de l'Enseignement supérieur et de la Recherche a autorité sur la direction générale de l'Enseignement supérieur et de l'Insertion professionnelle, sur la direction générale de la Recherche et de l'Innovation et sur le bureau du cabinet. Il a autorité, conjointement avec le ministre de l'Éducation nationale, sur le secrétariat général, sur l'Inspection générale de l'Éducation, du Sport et de la Recherche ainsi que sur le médiateur de l'éducation nationale et de l'enseignement supérieur, sur le haut fonctionnaire de défense et de sécurité et sur la mission ministérielle d'audit interne,.

### Décrets d'attribution
- Décret no 2007-1001 du 31 mai 2007 relatif aux attributions du ministre de l'enseignement supérieur et de la recherche (périmé)
- Décret no 2010-1452 du 25 novembre 2010 relatif aux attributions du ministre de l'enseignement supérieur et de la recherche (périmé)
- Décret no 2012-777 du 24 mai 2012 relatif aux attributions du ministre de l'enseignement supérieur et de la recherche (périmé)
- Décret no 2014-402 du 16 avril 2014 relatif aux attributions du ministre de l'éducation nationale, de l'enseignement supérieur et de la recherche (périmé)
- Décret no 2017-1083 du 24 mai 2017 relatif aux attributions du ministre de l'enseignement supérieur, de la recherche et de l'innovation